# Suter-Gletscher
Der Suter-Gletscher ist ein kurzer Gletscher an der Borchgrevink-Küste des ostantarktischen Viktorialands. Er fließt in der Mountaineer Range in südöstlicher Richtung zur Lady Newnes Bay, die er unmittelbar südlich des Gebirgskamms Spatulate Ridge erreicht.
Das New Zealand Antarctic Place-Names Committee benannte ihn 1966 nach Douglas Suter, leitender neuseeländischer Wissenschaftler auf der Hallett-Station von 1962 bis 1963.